# 格蘭德維尤 (伊利諾伊州)
格蘭德維尤（英語：Grandview）是位於美國伊利諾伊州桑加蒙縣的一個村落。

## 地理
格蘭德維尤的座標為39°49′01″N 89°37′13″W / 39.81694°N 89.62028°W，而該地最高點為海拔高度182米（即597英尺）。

## 人口
根據2010年美國人口普查的數據，格蘭德維尤的面積為20.87平方千米，當中陸地面積為0.87平方千米，而水域面積為0.00平方千米。當地共有人口1441人，而人口密度為每平方千米69人。